# えいごルーキーGABBY
『えいごルーキー GABBY』（えいごルーキー ギャビィ）は、NHK教育テレビ → NHK Eテレで2009年4月7日から2013年3月14日まで放送されていた小学校高学年向けの学校放送（教科：英語）である。2009年4月1日に一度パイロット版を放送した後、同年4月7日にレギュラー放送を開始した。

## 概要
英語によるコミュニケーションの取り方に主眼を置いた番組。主人公の人型ロボット・GABBYが、毎回コメディドラマやクイズなどに英語でチャレンジする模様を放送していた。

## 放送時間
いずれも日本標準時、別の時間帯での再放送あり。
| 期間                          | 放送時間 |
| ----------------------------- | --- |
| 2009年4月7日 - 2010年3月9日   | 火曜日 10:45 - 11:00、金曜日 10:45 - 11:00(再放送)、月曜日 19:25 - 19:40(10月5日〜2010年3月22日までの再放送) |
| 2010年4月6日 - 2011年3月8日   | 火曜日 10:45 - 11:00                                                                                         |
| 2011年4月7日 - 2012年3月15日  | 木曜日 09:25 - 09:40                                                                                         |
| 2012年4月12日 - 2013年3月14日 | 木曜日 09:50 - 10:05                                                                                         |

## 出演者
GABBY
声：ジャスミン・S
JACK
演：橘高剛
DAVID (DAD)
演：ジャスティン・ベルティ
MARY (MOM)
演：セーラ・シヴァニ
Go! Go! GABBY リポーター
演：ケビン・クーニー - 脚本も兼務。
Dr.Kinoshita
演：木下隆行（TKO） - ゲスト扱い。不定期出演。